# Картоплечистка

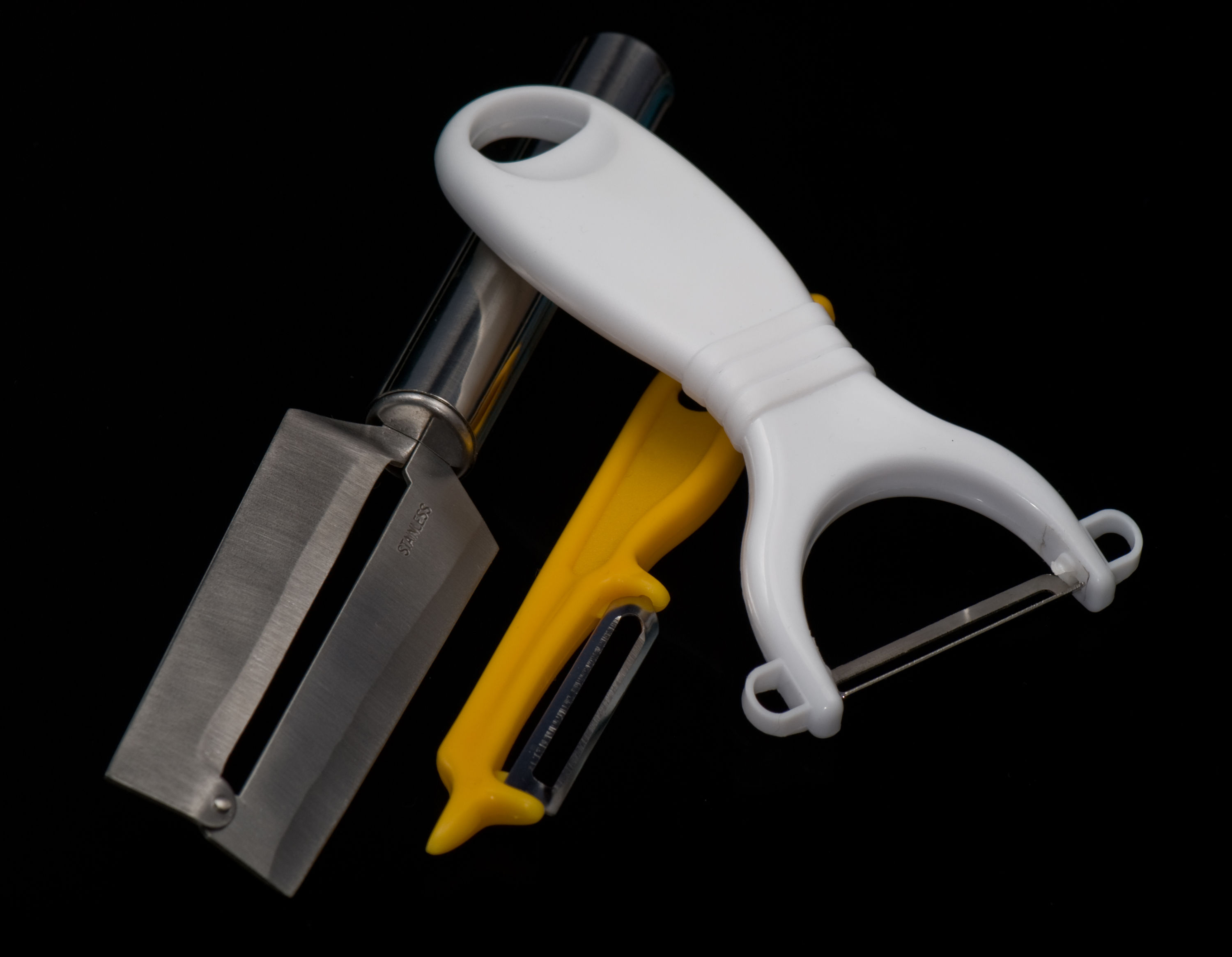
Різні моделі картоплечисток

Картоплечистка в дії

Картоплечистка (пілер від англ. peeler) — пристосування для чищення картоплі, також може використовуватися для очищення овочів та фруктів.
У Франції спеціалізоване виробництво ножів-картоплечисток почалося в 1929 році під товарним знаком L’Économe. Однією з найзнаменитіших картоплечисток є швейцарська Sparschäler Rex, створена в 1947 році, якій в 2004 році була присвячена одна з швейцарських поштових марок. В Цюриху ця модель досі випускається. У традиційній німецькій кухні використовується кілька видів ножів-картоплечисток в залежності від того, яку саме страву з картоплі хочуть приготувати.
На підприємствах громадського харчування і в невеликих овочепереробних виробництвах використовуються спеціальні машини для очищення картоплі та овочів від шкірки. Промислова картоплечистка складається з резервуара зі стінками, облицьованими плитками крупнозернистого наждачного каменю і чашки з цього ж матеріалу в нижній частині резервуара, яка приводиться в обертання електродвигуном. Резервуар також має отвір у верхній частині для засипки нечищеної картоплі (зазвичай з додаванням деякої кількості води) та лоток або заслінку, яка опускається, для висипання готової продукції. Шкірка зчищається у вигляді пасти в процесі тертя картоплин об наждак. Картоплечистка також може входити до складу універсальної кухонної машини. Для початкового промислового очищення картоплі може також застосовуватися струмінь гарячої пари, яка розм'якшує шкірку.